# Langue des signes norvégienne
La langue des signes norvégienne est une langue des signes utilisée par les sourds et leurs proches en Norvège. Elle est reconnue par la loi en 2009 comme une langue à part entière en Norvège.